# Сухой Вир
Сухой Вир (укр. Сухий Вир) — левый приток Вира, протекающий по Репкинскому району (Черниговская область, Украина).

## География
Длина — 23 км. Русло слабо-извилистое. Русло реки в нижнем течении выпрямлено в канал (канализировано) шириной 8 м и глубиной 1,3 м. Пойма, кроме нижнего течения, занята заболоченными участками и лесом (доминирование сосны, в среднем течении — сосны и березы), очагами с лугами (без древостоя).
Берёт начало на болоте, окружённого лесом (доминирование березы), что восточнее села Александровка (Репкинский район). Река течёт на запад, в среднем течении меняет направление на юго-западное. Впадает в Выр восточнее села Выр (Репкинский район). Согласно изданию «Чернігівщина: Енциклопедичний довідник» река имеет длину 18 км и впадает в болото Замглай. По данным топографической карты M-36-2-B 1943 года, река впадает в болотной массив юго-западнее села Грибова Рудня, а магистральный канал — современное нижнее течение — по которому Суховий Вир впадает в реку Вир отсутствует
Река служит водоприемником. С карьеров предприятия ООО «Папернянский карьер стекольных песков» (село Олешня) происходит отвод воды с карьеров и сброс в Сухой Выр и его ручей Нетикучий.
Притоки: ручей Нетикучий, Олешевка (в селе Олешня))
Населённые пункты на реке (от истока к устью):
Репкинский район
1. Олешня
2. Уборки (упразднённое село)
3. Хутора Уборки  (упразднённый хутор)
4. Грибова Рудня (в том числе упраздненная деревня Паперня)